# Sycoscapter tibialis
Sycoscapter tibialis is een vliesvleugelig insect uit de familie Pteromalidae. De wetenschappelijke naam is voor het eerst geldig gepubliceerd in 1906 door Mayr.